# The Seventh Life Path
The Seventh Life Path (El séptimo camino de la vida, en español) es el séptimo álbum de estudio de la banda de metal gótico noruego-española Sirenia lanzado el 8 de mayo de 2015 en Europa, el 11 de mayo en el Reino Unido y el 12 de mayo en Norteamérica a través de la etiqueta Napalm Records. El álbum supone el regreso del grupo a dicha discográfica, tras el lanzamiento de An Elixir For Existence en el año 2004. Representó el último disco de la banda en el que participó la cantante española Ailyn Giménez.
El 8 de abril de 2015, fue estrenado el vídeo oficial del sencillo "Once My Light", dirigido por Icode Team y filmado en interiores de una mansión en Serbia.

## Diseño de portada
Una vez más, el diseño de la cubierta de un álbum de Sirenia representó en mucho el contenido temático siniestro del mismo. Para realizarlo, Morten Veland contactó al reconocido artista gráfico húngaro Gyula Havancsák de Hjules Illustration and Design to illustrate para la portada de su nuevo álbum. Havancsák opinó al respecto:

Tuve algunas instrucciones de la banda para la realización de esta portada. Querían que el personaje de la muerte estuviera de pie, detrás de una mujer vestida de blanco. Mi primer pensamiento fue: ¿Cómo puedo demostrar que es una chica hermosa sin rostro? ¿Cómo puedo evitar mostrar una cara de niña? Bueno, yo dibujo una capucha blanca en su cara, con parte de un ganchillo enfrente de sus ojos. Esta parte se parece a un gran ojo que vigila el destino de los seres humanos. Ella tira de un hilo de la vida, pero esta alma está perdida. Podemos ver esta línea (podría ser de plata, por ejemplo) en un repugnante fango marrón oscuro entre sus dedos ... y este hilo se sujeta a un reloj de arena ..., que se cae en la arena.

En cuanto a los otros símbolos en el arte de la cubierta, Gyula menciona que la banda:

Ha querido ver algunas raíces y ramas de los árboles en la portada y la guadaña que se ve como el número 7 y una montaña con una trayectoria en el fondo. La montaña simboliza la vida, la cima de la montaña es el final de la vida. El punto más alto donde se puede mirar hacia atrás toda su vida. Este es el significado de la trayectoria flexionada... El número 7 aparece como 7 cuervos, 7 serpientes, 7 rosas en la corona seca ...

## Estilo musical
The Seventh Life Path continúa la senda de su exitoso antecesor Perils of the Deep Blue lanzado apenas dos años atrás. Sin embargo, es notable la evolución que consigue al mezclar el metal gótico tradicional y el rock con orquestaciones clásicas, además de algunos elementos de los géneros de metal más extremos. En ese sentido, resulta más experimental que cualquiera de sus trabajos anteriores, con cambios de ritmos, arreglos complejos y diferentes estilos en cada una de sus piezas. 
Como es usual en Sirenia, su sonido tiene una base sólida en la batería y en el bajo de gran alcance,  con el apoyo de guitarras rítmicas masivas, complementado con teclados atmosféricos, violines y melancólicas guitarras de 12 cuerdas.
Un elemento fundamental es la amplia utilización de la voz gutural, similar a los primeros discos de la banda. Los estilos vocales son diversos y se componen de voces femeninas, coros, gruñidos, gritos, voces limpias masculinas, susurros y muestras. Las canciones son muy intensas y la atmósfera cambia con frecuencia. Las letras se basan en reflexiones sobre la vida, la muerte, el amor, el odio, la paranoia, la ansiedad y el deterioro mental, en general.
Sobre el concepto del álbum, Morten Veland manifestó: 

Creo que el nuevo álbum tiene un poco de todo, y con esto quiero decir que tiene elementos que suenan como Sirenia en el pasado, elementos que suenan como la más reciente Sirenia y algunas cosas que nunca hemos hecho antes. Hemos experimentado un poco con nuevos estilos y sonidos para crear algunas ideas y añadirlos a la música, sólo para añadir algo que no hemos hecho antes.

Siempre me gusta experimentar y probar cosas nuevas, pero también creo que es importante que nosotros mantengamos el concepto musical de Sirenia. Es una experimentación en formas controladas ¿sabes?. No sería bueno dejar que las cosas se pongan fuera de control y dejar cosas en la música que no deberían estar allí.

Sobre el elaborado estilo presentado, Veland agregó:

Con las disposiciones tomadas siento que nos dirigimos más hacia el pasado. Los arreglos son más intrincados y las canciones son más largas, tal vez un poco más progresivas (...). Los dos primeros álbumes estaban en este estilo, pero después de eso nos dimos más a la escritura de canciones más melódicas y pegadizas y hasta en lo básico,  en las estructuras más simples y canciones que eran más fáciles de comprender de una manera. Hicimos eso durante un par de álbumes, y ahora creemos que es el momento de cambiar de nuevo y volver a la forma en que escribimos antes. Echaba de menos escribir en el viejo estilo, pero escribirlas - no sé si debería decir que es un desafío - es inspirador. Canciones como éstas son las que usted necesita escuchar varias veces antes de que realmente comience a gustarles y a entrar en ellas.

En el par de álbumes anteriores tratamos de hacer piezas para una primera escucha de los oyentes; así que escribimos canciones pegadizas que se adhieren a la mente muy fácilmente; pero es importante variar, y después de 3 discos melódicos es el momento de seguir adelante, y ahora se siente muy fresco de nuevo para volver a este tipo de forma de escribir canciones con estructuras más complejas.

## Lista de canciones
Todas las canciones fueron escritas por Morten Veland.

Todas las canciones escritas y compuestas por Morten Veland. 
| N.º | Título                                       | Nota(s)                           | Duración |  |
| 1.  | «Seti»                                       |                                   | 2:05     |  |
| 2.  | «Serpent»                                    |                                   | 6:31     |  |
| 3.  | «Once My Light»                              |                                   | 7:21     |  |
| 4.  | «Elixir» (featuring Joakim Næss)             |                                   | 5:45     |  |
| 5.  | «Sons Of The North»                          |                                   | 8:16     |  |
| 6.  | «Earendel»                                   |                                   | 6:14     |  |
| 7.  | «Concealed Disdain»                          |                                   | 6:11     |  |
| 8.  | «Insania»                                    |                                   | 6:39     |  |
| 9.  | «Contemptuous Quitus»                        |                                   | 6:29     |  |
| 10. | «The Silver Eye»                             |                                   | 7:29     |  |
| 11. | «Tragedienne»                                |                                   | 4:54     |  |
| 12. | «Trágica» (Bonus Track)                      | Versión al español de Tragedienne | 4:55     |  |
| 13. | «Tragedienne» (Japanese edition Bonus Track) | Versión japonesa de Tragedienne   | 4:53     |  |

## Créditos

### Sirenia
- Morten Veland: Vocalista masculino, guitarras, voces, bajo, piano, sintetizador, mandolina, programación, batería
- Ailyn: Vocalista femenina. Traducción al español en la pista 12

### Músicos de sesión
- The Sirenian Choir: Damien Surian, Emilie Bernou, Emmanuelle Zoldan, Mathieu Landry - Coros
- Joakim Næss - voces masculinas limpias en la pista 4

## Producción e ingeniería
- Morten Veland - producción, ingeniería
- Gyula Havancsák – cubierta, diseño, maquetación
- Endre Kirkesola - mezcla, masterización
- Tom Knudsen - fotografía
- Traducción al español en pista 12 - Ailyn
- Producido y grabado en el Audio Avenue Studios en Tau, Noruega.
- Grabaciones adicionales del coro fueron realizadas en el Sound Suite Studios en Marsella, Francia.
- Pre-producido en el Audio Avenue Studios.
- Mezclado y masterizado en Dub Studios en Oslo, Noruega.

## Posición en listas
| Lista (2015)                    | Máxima posición |
| ------------------------------- | --------------- |
| Belgian Albums Chart (Flanders) | 198             |
| Belgian Albums Chart (Wallonia) | 122             |
| German Albums Chart             | 68              |
| Swiss Albums Chart              | 77              |
| US Heatseeker Albums            | 18              |